# 91-й меридіан західної довготи
91-й меридіан західної довготи — лінія довготи, що лежить на 91 градус західніше Гринвіцького меридіана. Вона проходить від Північного полюса через Північний Льодовитий океан, Північну Америку, Атлантичний океан, Центральну Америку, Тихий океан, Південний океан та Антарктиду до Південного полюса.
91-й меридіан західної довготи формує велике коло разом із 89-тим меридіаном східної довготи.

## Список географічних об'єктів, що перетинає 91° зх. д.
Починаючи на Північному полюсі та рухаючись до Південного полюса, 91-й меридіан західної довготи проходить через:
| Координати                                                 | Країна, територія або море | Примітки |
| ---------------------------------------------------------- | -------------------------- | --- |
| 90°0′ пн. ш. 91°0′ зх. д. / 90.000° пн. ш. 91.000° зх. д.  | Північний Льодовитий океан | |
| 81°49′ пн. ш. 91°0′ зх. д. / 81.817° пн. ш. 91.000° зх. д. | Канада                     | Нунавут — проходить через острів Елсмір |
| 81°32′ пн. ш. 91°0′ зх. д. / 81.533° пн. ш. 91.000° зх. д. | Протока Нансена[en]        | |
| 80°43′ пн. ш. 91°0′ зх. д. / 80.717° пн. ш. 91.000° зх. д. | Канада                     | Нунавут — проходить через острів Аксел-Гейберг |
| 78°8′ пн. ш. 91°0′ зх. д. / 78.133° пн. ш. 91.000° зх. д.  | Норвезька затока[en]       | |
| 77°38′ пн. ш. 91°0′ зх. д. / 77.633° пн. ш. 91.000° зх. д. | Канада                     | Нунавут — проходить через острови Грем[en] і Бекінгем[en] |
| 77°8′ пн. ш. 91°0′ зх. д. / 77.133° пн. ш. 91.000° зх. д.  | Норвезька затока[en]       | |
| 76°39′ пн. ш. 91°0′ зх. д. / 76.650° пн. ш. 91.000° зх. д. | Канада                     | Нунавут — проходить через острів Девон |
| 74°42′ пн. ш. 91°0′ зх. д. / 74.700° пн. ш. 91.000° зх. д. | Протока Паррі              | Протока Барроу |
| 74°0′ пн. ш. 91°0′ зх. д. / 74.000° пн. ш. 91.000° зх. д.  | Канада                     | Нунавут — проходить через острів Сомерсет |
| 73°27′ пн. ш. 91°0′ зх. д. / 73.450° пн. ш. 91.000° зх. д. | Протока Принца-Регента[en] | |
| 71°30′ пн. ш. 91°0′ зх. д. / 71.500° пн. ш. 91.000° зх. д. | Затока Бутія               | |
| 69°37′ пн. ш. 91°0′ зх. д. / 69.617° пн. ш. 91.000° зх. д. | Канада                     | Нунавут — проходить через материк |
| 62°56′ пн. ш. 91°0′ зх. д. / 62.933° пн. ш. 91.000° зх. д. | Гудзонова затока           | |
| 62°40′ пн. ш. 91°0′ зх. д. / 62.667° пн. ш. 91.000° зх. д. | Канада                     | Нунавут — проходить через острів Марбл[en] |
| 62°39′ пн. ш. 91°0′ зх. д. / 62.650° пн. ш. 91.000° зх. д. | Гудзонова затока           | |
| 57°16′ пн. ш. 91°0′ зх. д. / 57.267° пн. ш. 91.000° зх. д. | Канада                     | Манітоба Онтаріо |
| 48°12′ пн. ш. 91°0′ зх. д. / 48.200° пн. ш. 91.000° зх. д. | США                        | Міннесота |
| 47°28′ пн. ш. 91°0′ зх. д. / 47.467° пн. ш. 91.000° зх. д. | Озеро Верхнє               | |
| 46°55′ пн. ш. 91°0′ зх. д. / 46.917° пн. ш. 91.000° зх. д. | США                        | Вісконсин Айова Іллінойс Айова Іллінойс Міссурі Арканзас Міссісіпі Арканзас — приблизно на 2 км Міссісіпі Луїзіана Міссісіпі — приблизно на 4 км Луїзіана Міссісіпі Луїзіана |
| 29°10′ пн. ш. 91°0′ зх. д. / 29.167° пн. ш. 91.000° зх. д. | Мексиканська затока        | |
| 19°7′ пн. ш. 91°0′ зх. д. / 19.117° пн. ш. 91.000° зх. д.  | Мексика                    | Кампече Табаско — проходить паралельно кордону з Гватемалою, за 2 км на захід від нього                                                                                      |
| 17°15′ пн. ш. 91°0′ зх. д. / 17.250° пн. ш. 91.000° зх. д. | Гватемала                  | |
| 16°53′ пн. ш. 91°0′ зх. д. / 16.883° пн. ш. 91.000° зх. д. | Мексика                    | Чіапас |
| 16°4′ пн. ш. 91°0′ зх. д. / 16.067° пн. ш. 91.000° зх. д.  | Гватемала                  | |
| 13°55′ пн. ш. 91°0′ зх. д. / 13.917° пн. ш. 91.000° зх. д. | Тихий океан                | Проходить західніше острів Пінта і Сантьяго, Галапагоські острови, Еквадор                                                                                                   |
| 0°23′ пд. ш. 91°0′ зх. д. / 0.383° пд. ш. 91.000° зх. д.   | Еквадор                    | Проходить через острів Ісабела, Галапагоські острови |
| 0°58′ пд. ш. 91°0′ зх. д. / 0.967° пд. ш. 91.000° зх. д.   | Тихий океан                | |
| 60°0′ пд. ш. 91°0′ зх. д. / 60.000° пд. ш. 91.000° зх. д.  | Південний океан            | Проходить західніше острова Петра I (претендує Норвегія) |
| 72°32′ пд. ш. 91°0′ зх. д. / 72.533° пд. ш. 91.000° зх. д. | Антарктида                 | Проходить через Землю Мері Берд, на яку жодна країна не претендує |